# Innerste
Innerste er en flod der løber i landkreisene Goslar og Landkreis Hildesheim, i den tyske delstat Niedersachsen. Den er en biflod til Leine fra højre og ha en længde på 95 kilometer. Innerste har sit udspring nær Clausthal-Zellerfeld i bjergkæden Harzen. Ved Lautenthal er den dæmmet op til en større sø, som bliver brugt som ferie- og vandsportssted.
Byer langs Innerste er Lautenthal, Langelsheim, den sydlige del af Salzgitter og Hildesheim. Innerste munder ud i Leine ved Sarstedt syd for Hannover.